# Pettson och Findus - Glömligheter
Pettson och Findus - Glömligheter (Nederlands: Pettson & Findus - Vergetelingetjes) is een Zweedse animatiefilm uit 2009 onder regie van Jørgen Lerdam & Anders Sørensen, gebaseerd op de kinderboeken Pettson en Findus van Sven Nordqvist.

## Verhaal
Nadat Pettson een dakpan op zijn hoofd gekregen is, blijft hij in de war en afwezig. Findus probeert Pettson te genezen van deze vergetelingetjes door verhalen van vroeger te vertellen aan zijn baasje. Hij vertelt over toen hij als klein poesje verloren liep en over de grappige avonturen die ze vroeger beleefden.